# جزیره دیکسون
جزیره دیکسون (به لاتین: Dikson Island) یک جزیره در روسیه است.

## خصوصیات
جزیره دیکسون ۱٬۱۰۰ نفر جمعیت دارد.